# Rostrogitanopsis mariae
Rostrogitanopsis mariae is een vlokreeftensoort uit de familie van de Amphilochidae. De wetenschappelijke naam van de soort is voor het eerst geldig gepubliceerd in 1973 door Griffiths.